# Our Truth
Our Truth è il primo singolo estratto da Karmacode, quarto album in studio dei Lacuna Coil. Fa parte della colonna sonora del videogioco Guitar Hero World Tour.

## Videoclip
Il video è stato girato a Los Angeles dalla Fort Awesome, che ha già lavorato con gruppi come Linkin Park, Queens of the Stone Age e Atreyu.

## Tracce
Il singolo Our Truth è stato pubblicato in tre diverse versioni:

### Our Truth
1. Lacuna Coil – Our Truth (Radio Edit)
2. Lacuna Coil – Without A Reason (Unreleased Bonus track)
3. Lacuna Coil – Swamped (Radio Mix)
4. Lacuna Coil – Our Truth (Jack Dangers Mix)

### Our Truth Pt. 1
1. Lacuna Coil – Our Truth (Radio Edit)
2. Lacuna Coil – Unspoken (Studio Acoustic Version)

### Our Truth Pt. 2
1. Lacuna Coil – Our Truth (Radio Edit)
2. Lacuna Coil – Without A Reason
3. Lacuna Coil – Swamped (Radiomix & Edit)
4. Lacuna Coil – Our Truth (Jack Dangers Mix)
5. Photo Gallery – Wallpapers

## Classifiche
| Classifica (2006) | Posizione massima |
| ----------------- | ----------------- |
| Italia            | 23                |
| Regno Unito       | 40                |
| Spagna            | 18                |